# 由良温泉
由良温泉（ゆらおんせん）は、山形県鶴岡市（旧国出羽国、明治以降は羽前国）由良地区にある温泉。

## 泉質
- 硫酸塩泉[1]

## 泉温
- 59度[1]

## 温泉街
庄内海岸随一の景勝地・由良海岸に面しており、近くには、由良海水浴場、白山島（はくさんじま）、由良漁港などがある。由良海岸沿いに3軒の温泉旅館が存在する。他に数多くの民宿が点在している。八乙女の向かい側の高台に「温泉付分譲地」が有り、（月1万円の管理費を払って温泉を引くことが条件である）八乙女を経営している豊栄商事が分譲している。
共同浴場は1軒存在する。庄内地区の他の温泉郷（あつみ温泉、湯野浜温泉、湯田川温泉など）と比べると、庶民的な温泉郷として知られ、海沿いにあるため、夏場は海水浴客で混雑する。なお、民宿のうち、温泉を引いているのは2軒である。

## アクセス
- 鉄道
  - 羽越本線三瀬駅下車、タクシーで10分。
- バス
  - 鶴岡駅-あつみ温泉駅-あつみ温泉間を結ぶ庄内交通バス利用、「由良温泉」下車。

## 周辺
- 由良漁港
- 白山島
- 鶴岡市立加茂水族館